# Каданцев Сергій Дмитрович
Каданцев Сергій Дмитрович (2 березня 1951, ст. Цигольський Дасан Читинська область, РРФСР) – спортсмен (морське багатоборство, веслування на ялах), тренер з морських багатоборств (1973). Заслужений тренер України (1982). Суддя національної (1976) та міжнародної (2003) категорій.

### Життєпис
Закінчив Черкаську середню школу № 8 (1967). Закінчив Черкаський педагогічний інститут (1972). Срібний призер чемпіонату світу (2008), чемпіон України (2003–2010) з веслування на морських  ялах. Багаторазовий чемпіон і призер з морського багатоборства України (1968–2010) і ЦК ДТСААФ України (1968–1986). Член збірної команд України та Центрального морського клубу України (1969–1984). Виступав за збірні команди Черкащини, Морський клубу ДТСААФ (Черкаси). Тренери – О. Безкопильний, О. Костюкевич.
Працює тренером збір. команд Черкаської області (від 1971), водночас України (від 1975), морського  клубу ДЮСШ Товариства сприяння обороні України (Черкаси, з 1972).
Вихованці – майстри спорту України міжнародного класу з морського багатоборства, чемпіони Європи та багаторазові призери чемпіонатів світу, Європи – Снесар Віталій, Чалов Микола, Літовченко Євген, Федоров Костянтин, Безкопильний Олександр, Надюк Роман, Котіков Дмитро, майстер спорту України міжнародного класу з судно-модельного спорту – Каданцев Андрій, а також  підготовлено близько 100 майстрів спорту України з морського багатоборства. Під керівництвом Каданцева С.Д. збірна команда України з морського багатоборства ставала чемпіоном Європи та багаторазовими призерами чемпіонату світу,